# Université Rabindra Bharati
L'université Rabindra Bharati est une université publique indienne de recherche située. Fondée en 1962 par le gouvernent du Bengale occidental pour commémorer la mort de Rabindranath Tagore, elle est située dans le quartier Jorasanko de Calcutta, dans le Thakurbari, ancien palais de la famille Tagore.

## Enseignement
L'université propose des programmes de premier et de deuxième cycle dans les domaines des arts du spectacle, des beaux-arts, des sciences humaines et sociales.

## Histoire
Lors de sa fondation en 1962, l'université occupait le palais où Rabindranath Tagore est né. Si deux des trois facultés de l'université, celles des beaux-arts et des arts visuels, y sont toujours installées, lorsque la faculté des arts a été fondée en 1976, elle fut installée sur un nouveau campus au 56A, B. T. Road, Kolkata-50, campus où se trouve le terrain de l'Emerald Bower, un manoir construit par Harakumar Tagore, l'oncle du poète. Le manoir et son parc, acquis plus tard par le gouvernement du Bengale occidental, sont devenus un complexe d'institutions académiques parmi lesquelles cette université occupe la place centrale et la plus importante. Le bureau administratif principal est également situé sur le campus de l'Emerald Bower.
L'université a été reconstituée en 1981 par la loi Rabindra Bharati, 1981. 

## Anciens élèves
- Tathagata Mukherjee
- Ajoy Chakrabarty
- Chitresh Das
- Swagatalakshmi Das
- Anup Ghoshal
- Sunil Kothari
- Felix Raj
- Madhushree
- Deepa Dasmunsi

## Galerie

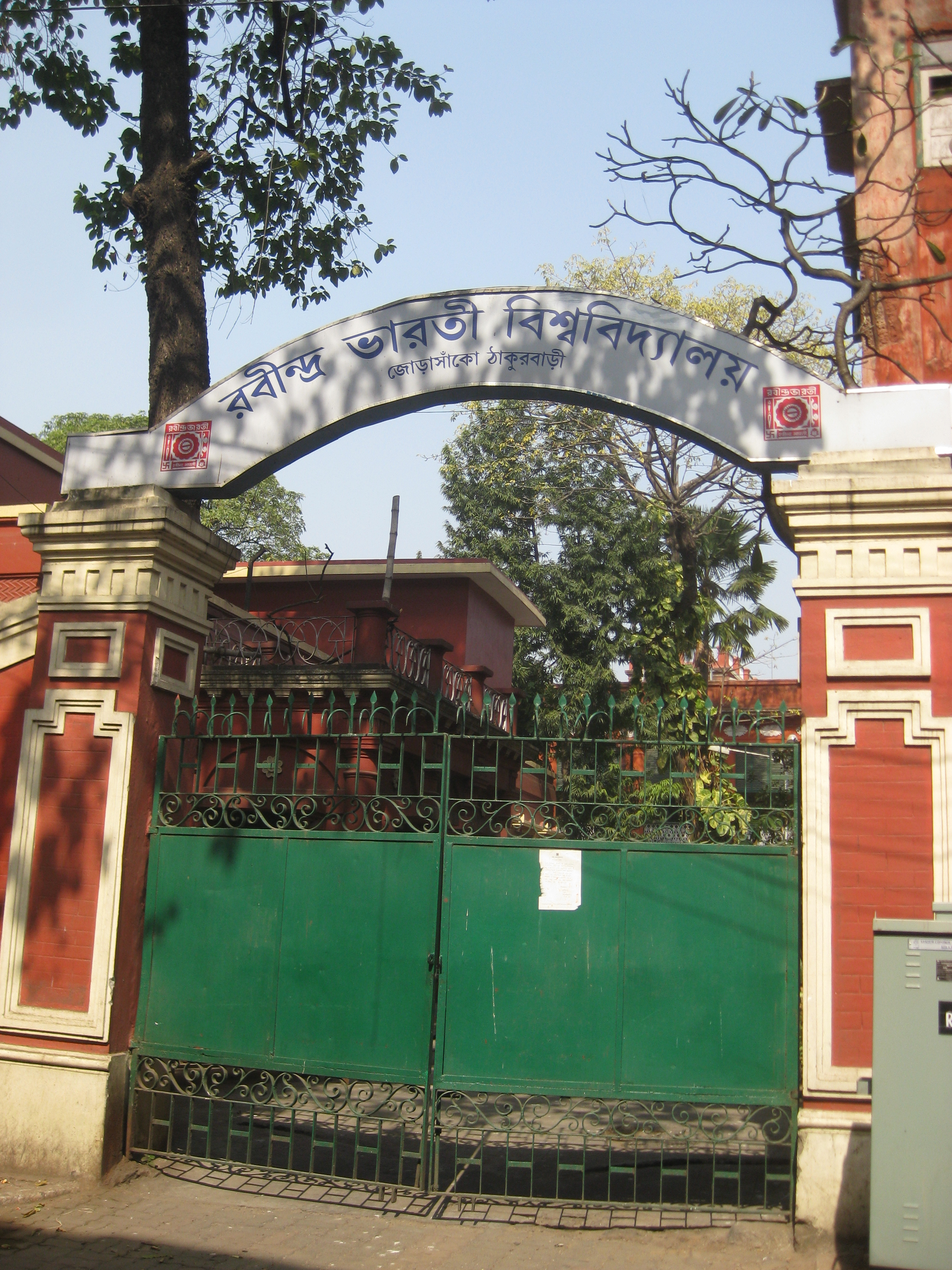
L'entrée
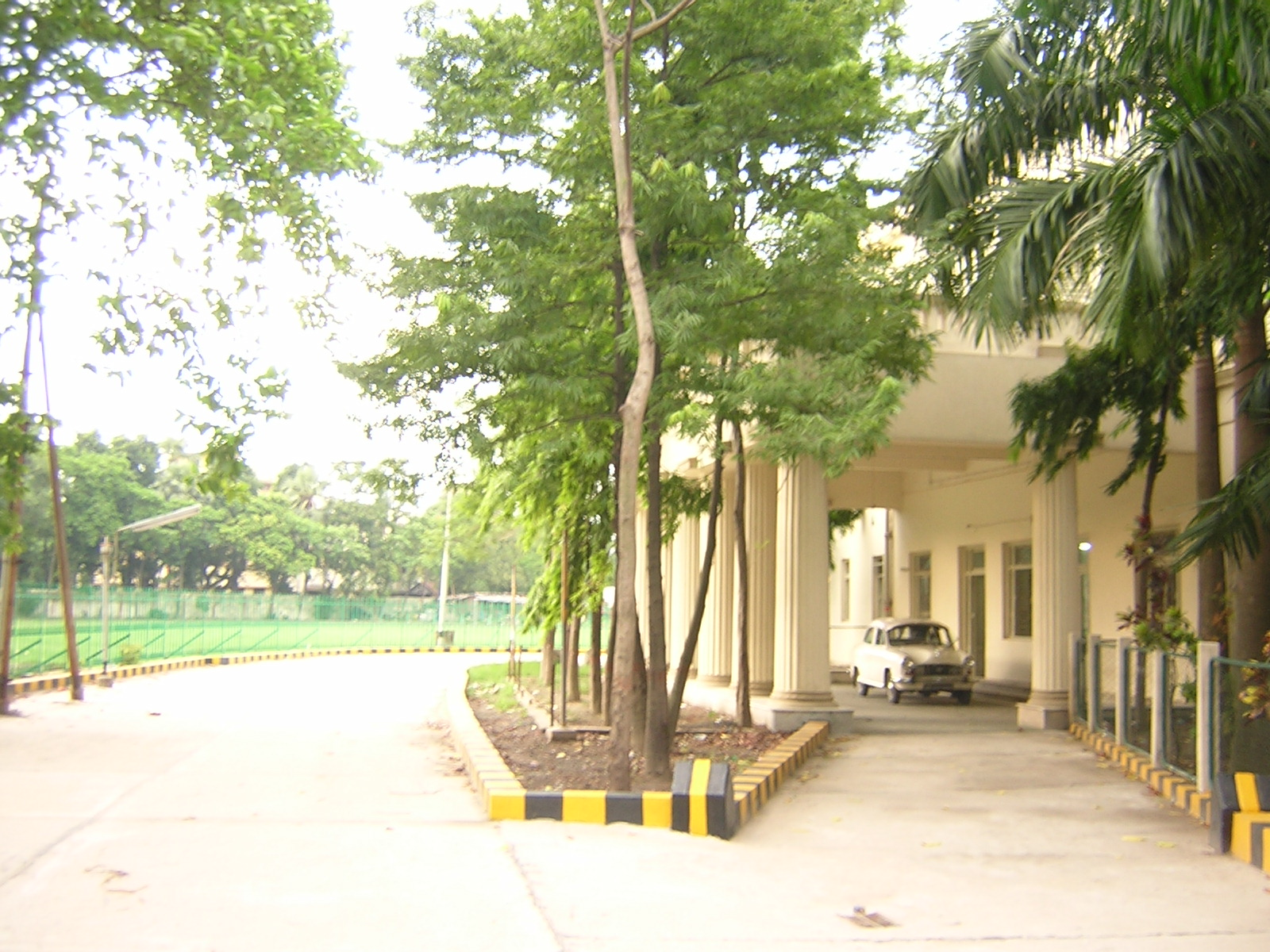
Le bâtiment administratif
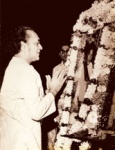
Ravi Shankar jourant au département de musique instrumentale de l'université